# Paulo Oppliger
Paulo Augusto Oppliger Hambuger (* 16. November 1971 in Porto Alegre, Brasilien) ist ein ehemaliger chilenischer Skirennläufer. Er startete hauptsächlich in den Speeddisziplinen Abfahrt und Super-G sowie im Riesenslalom.

## Karriere
Paulo Oppliger gab sein internationales Renndebüt bei den Juniorenweltmeisterschaften 1988 in Madonna di Campiglio. Dort belegte er in der Abfahrt den 24. Platz. Bei der Eröffnungsfeier der Olympischen Winterspiele 1988 war Oppliger Fahnenträger der chilenischen Mannschaft. Seine beste Platzierung erreichte er mit Rang 37 im Super-G.
Ein Jahr später gelang ihm bei den Juniorenweltmeisterschaften in Alyeska der größte Erfolg seiner Karriere. Als erster Südamerikaner gewann er eine Medaille im Alpinen Skisport bei einem internationalen Großereignis. Er gewann Bronze in der Abfahrt hinter dem Kanadier Ed Podivinsky und dem Schweizer Daniel Brunner.
Sein Weltcupdebüt feierte Oppliger am 25. Januar 1992 bei der Lauberhornabfahrt in Wengen, wo er den 29. Platz belegte. Dies sollten auch seine einzigen Weltcuppunkte bleiben. Seine beste Platzierung im Weltcup erreichte er mit Rang 20 am 26. März 1993 beim Super-G von Åre. Da dieser allerdings im Rahmen eines Weltcupfinales stattfand, erhielt er dafür keine Punkte.
Sein letztes internationales Rennen bestritt Oppliger am 9. August 2003 am Cerro Catedral im Rahmen des South American Cups.

## Erfolge

### Olympische Winterspiele
- Calgary 1988: 37. Super-G, 44. Riesenslalom, DSQ Slalom
- Albertville 1992: 32. Super-G, 35. Abfahrt

### Weltmeisterschaften
- Morioka 1993: 22. Abfahrt

### Weltcup
- 2 Platzierungen unter den besten 30

### Juniorenweltmeisterschaften
- Madonna di Campiglio 1988: 24. Abfahrt
- Aleyska 1989: 3. Abfahrt, 27. Super-G
- Zinal 1990: 10. Abfahrt, 24. Super-G

### South American Cup
- Eine Platzierung unter den besten 15

### Europacup
- Eine Platzierung unter den besten 30

### Weitere Erfolge
- Ein Podestplatz bei einem FIS-Rennen